# Rossella Bergamonti
Rossella Bergamonti (* 1942 in Gussola) ist eine italienische Schauspielerin.
Bergamonti gehört mit einigen anderen Kolleginnen und Kollegen (die bekanntesten darunter sind Carla Mancini und Vittorio Fanfoni) zu den Darstellern, die aufgrund ihres Diploms am Centro Sperimentale di Cinematografia in zahlreichen Filmen eingesetzt wurden, um gesetzlichen Vorschriften Genüge zu tun. Oftmals spielte sie dabei eine winzige Rolle; manches Mal ist sie auch nicht zu identifizieren. Gelegentlich jedoch erhielt sie substantielle Nebenrollen. Zwischen 1966 und 1974 spielte sie auf diese Weise in rund fünfzig Filmen, darunter waren knapp zwanzig Italowestern; gelegentlich trat sie auch unter Pseudonymen wie Patricia Carr und Rosemary Herbert auf, ebenso wie die Schreibweise ihres Vornamens variierte.

## Filmografie (Auswahl)
- 1966: Django – schwarzer Gott des Todes (Starblack)
- 1966: Rocco – der Mann mit den zwei Gesichtern (Sugar Colt)
- 1966: Die unerbittlichen Fünf (I cinque della vendetta)
- 1967: Desperado – Der geheimnisvolle Rächer (Il magnifico texano)
- 1967: Ein Dollar zwischen den Zähnen (Un dollaro tra i denti)
- 1967: Kommissar X – Drei grüne Hunde
- 1967: Ric e Gian alla conquista del West
- 1967: Die Satansbrut des Colonel Blake (7 winchester per un massacro)
- 1967: Zwei Trottel gegen Django (Due Rrringos nel Texas)
- 1968: An einem Freitag in Las Vegas
- 1968: Bleigericht (Dio li crea… io li ammazzo!)
- 1968: Ciccio perdona… io no!
- 1968: Django spricht das Nachtgebet (Il suo nome gridava vendetta)
- 1968: Django, wo steht Dein Sarg? (T’ammazzo!… Raccomandati a Dio)
- 1968: Drei ausgekochte Halunken (I tre che sconvolsero il West (Vado, vedo e sparo))
- 1971: Un uomo chiamato Dakota
- 1972: Milano Kaliber 9 (Milano calibro 9)